# Lopatnik
Lopatnik este o localitate din comuna Velenje, Slovenia, cu o populație de 36 de locuitori.